# Храм Троицы Живоначальной в Троице-Лыкове
Тро́ицкая це́рковь (церковь Живонача́льной Тро́ицы) — православный храм, расположенный в Москве на территории бывшей усадьбы Троице-Лыково на высоком берегу Москвы-реки. Была построена в 1694—1697 годах (по другим данным — 1698—1703 годах) по заказу стольника Мартемьяна Нарышкина. Предположительно, архитектором выступал строитель-подрядчик Яков Бухвостов. С 2013 года находится в ведении Покровского монастыря.

## История

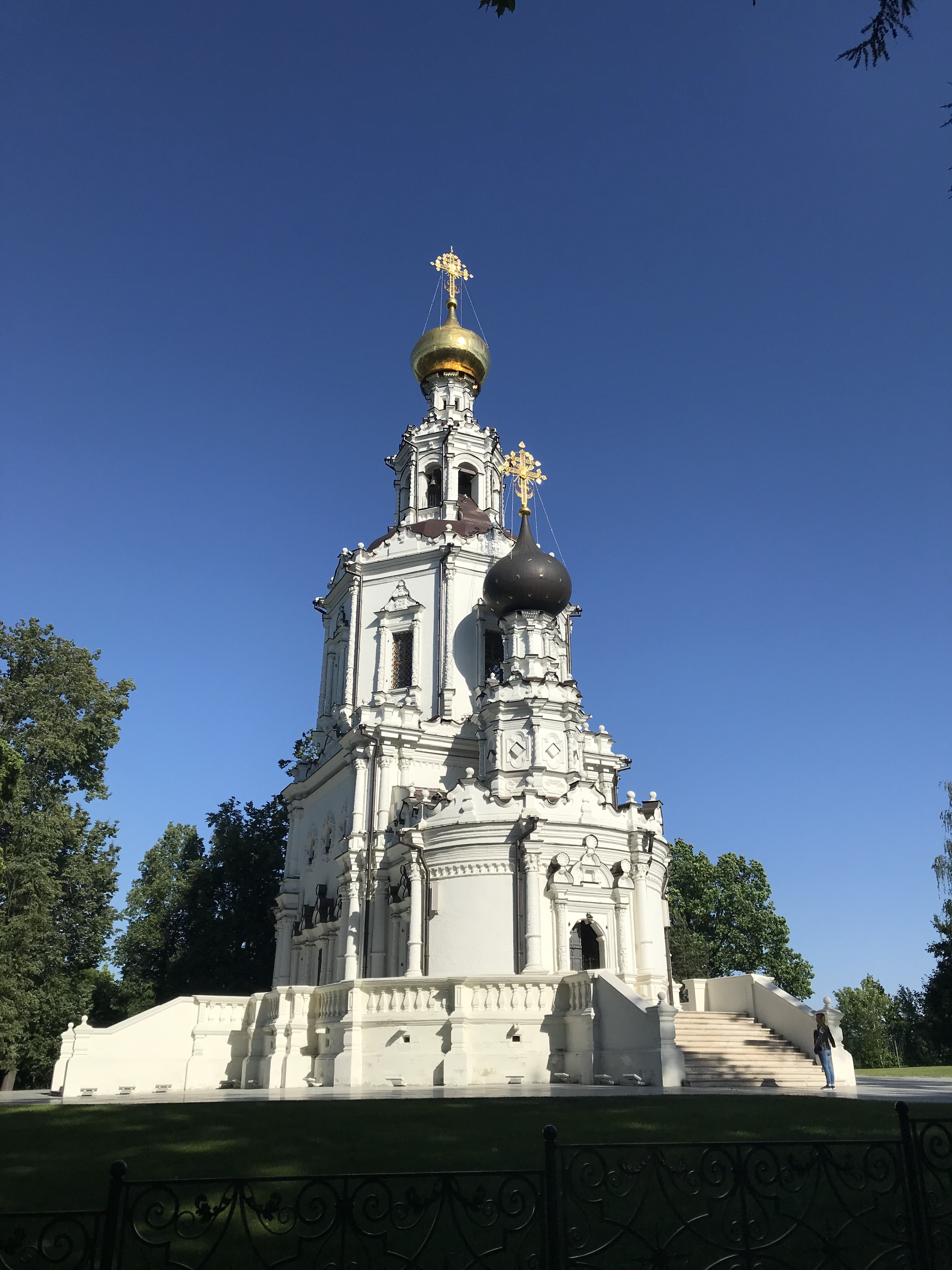
Фасад церкви Живоначальной Троицы, 2009 год

Первые упоминания о государевом дворцовом селе Троицком на высоком берегу Москвы-реки относятся ко второй половине XVI века. В 1610 году царь Василий Шуйский пожаловал его князю Борису Лыкову, который возвёл на этом месте усадьбу. По другим данным, он стал владельцем имения уже при царе Михаиле Фёдоровиче. По заказу князя на территории построили деревянную церковь во имя Святой Троицы.
К концу XVII века имение перешло в собственность дворян Нарышкиных. На средства стольника Мартемьяна Нарышкина в 1694—1697 годах на месте деревянной церкви возвели каменный однопрестольный храм. При этом старую постройку перенесли в другую часть поместья и переосвятили в честь Успения Пресвятой Богородицы. Со стороны Москвы-реки участок для новой Троицкой церкви расширили насыпным холмом. Ряд исследователей полагает, что архитектором Троицкого храма выступал строитель-подрядчик Яков Бухвостов, которому помогали М. Тимофеев и М. Семёнов. Существуют также убедительные свидетельства, что строительство храма началось только в 1698 году, после того, как имение унаследовал брат внезапно умершего Мартимьяна – Лев Голицын, построивший похожие церкви во многих своих владениях. Строительство продлилось пять лет. По одной из версий, закладку первого камня произвёл племянник Мартемьяна Нарышкина — государь Пётр I. Новопостроенный храм освятили в 1704-м (под другим данным — четырьмя годами позднее). На торжественном мероприятии присутствовали Пётр I и царевич Алексей Петрович, что подтверждала надпись на храмовом антиминсе. Предположительно, в дальнейшем император посещал церковь, навещая своих родственников.
Во время оккупации Москвы французами церковь была разграблена. Среди прочего пропал антиминс, после замены которого в 1813 году храм переосвятили. Император Александр I пожаловал священнослужителям также бронзовое паникадило взамен утраченного серебряного. К 1834-му хозяином усадьбы стал генерал-лейтенант Николай Бутурлин, при нём храмовый ансамбль поместья дополнили тёплой каменной церковью Успения Пресвятой Богородицы. В 1876 году имение Троице-Лыково перешло в собственность купца Ивана Карзинкина, позднее его сына Сергея. В этот период на территории усадьбы начали действовать богадельня и больница для неимущих. Известно, что Троицкий храмовый ансамбль в разное время посещали митрополит Владимир (Богоявленский), патриарх Тихон, преподобный Серафим Саровский и другие священнослужители.
В 1914 году вдова Сергея Карзинкина Юлия передала все постройки усадьбы, включая Троицкую церковь, для устройства Свято-Троицкой женской общины. В феврале 1917-го организация была официально учреждена на заседании Синода и просуществовала около года. На момент закрытия она насчитывала 117 сестёр, в богадельнях усадьбы квартировало около сотни жильцов.
После революции 1917 года в разное время усадебный комплекс занимали Туркменский дом просвещения, музыкальное отделение Суворовского училища и Институт атомной энергии имени Курчатова. Троицкую церковь закрыли в 1933-м, через два года её ансамбль был отмечен Лигой Наций как выдающийся памятник архитектуры. Храм планировали реконструировать под выставку народного хозяйства Туркменской ССР, но позднее от этой задумки отказались.
В 1941 году в церкви провели архитектурные замеры, что позволило начать масштабную реставрацию обветшавшего здания в 1970-х годах. В работах принимали участие резчики Б. И. Чеканов, Е. Г. Шлихт, Д. А. Михалев под руководством архитектора И. В. Ильенко. В бывшем храме предполагалось открыть филиал Музея древнерусской живописи имени Андрея Рублёва, но из-за нехватки финансирования работы прекратили.
В 1990 году церковь передали  Русской православной церкви, и через десятилетие началась реконструкция, завершившаяся в 2009 году. Через четыре года Троицкий храм передали в ведение Покровского монастыря у Покровской заставы. При организации действуют воскресная школа, библиотека и православная гимназия, где проводят исторические и церковные конференции.
В 2015 году часть парка Троице-Лыково, примыкающую к церкви, огородили забором. По свидетельству лидера общественного движения «Открытый берег» Сергея Менжерицкого, на территории подворья планировали создать неофициальную резиденцию патриарха Московского, включающую 18 строений общей площадью более 16 тысяч м².
В 2017 году патриарх Кирилл освятил Троицкую церковь и преподнёс в дар подворью икону преподобного Серафима Саровского с житием.

## Архитектура

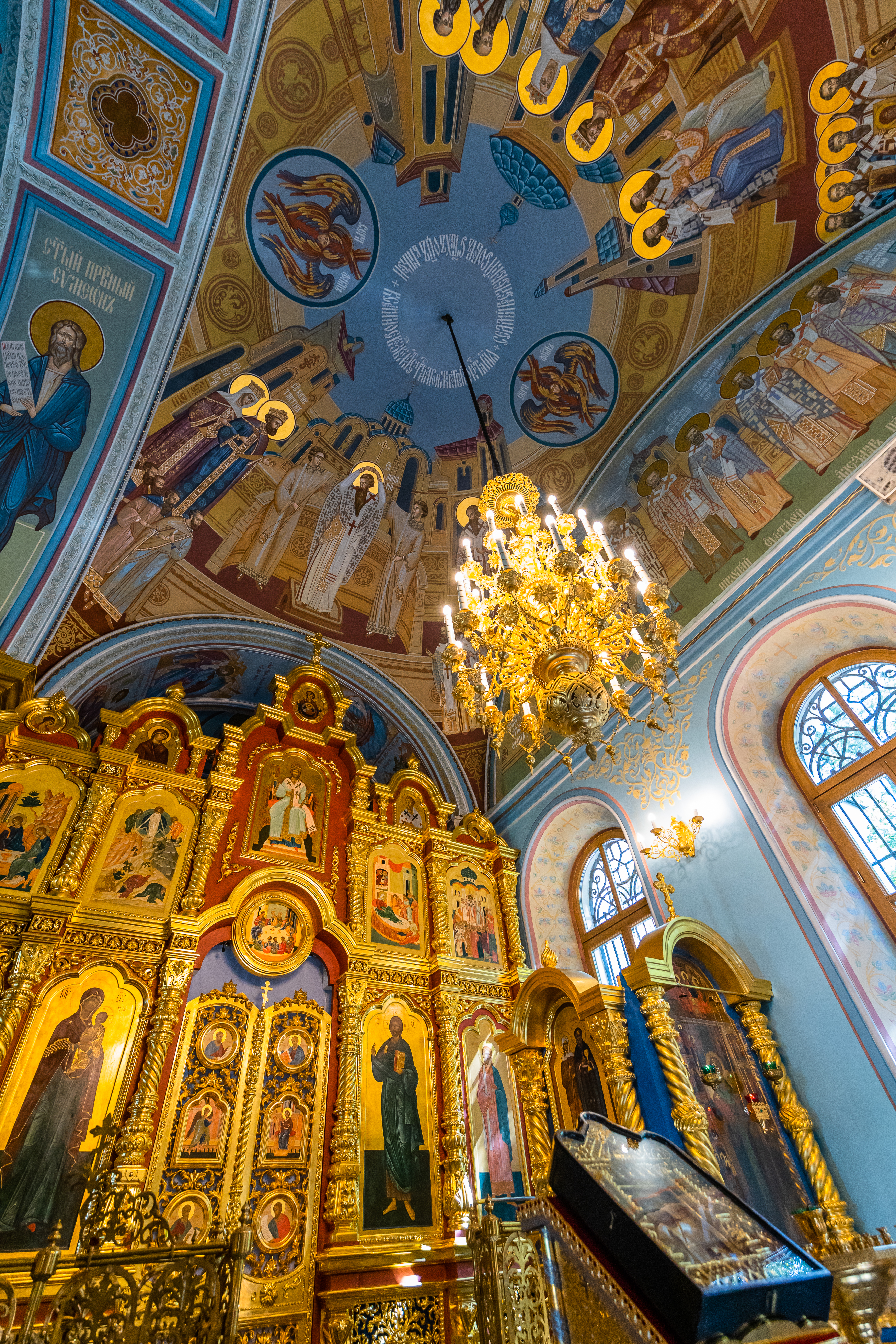
Внутреннее убранство

Троицкий храм сходен в оформлении и композиции с церковью Покрова в Филях и считается одним из первых церковных сооружений в стиле московского барокко. Здание имеет в плане лепестковую форму. Его главный объём представлен увеличенным четвериком, над ним возвышаются два восьмерика, образующие колокольню. Композицию венчает барабан с одной главой и ажурным крестом, который изначально золотили мастера Оружейной палаты. Богатый декор фасадов представлен витыми колонками, сложными резными карнизами и наличниками. По бокам от главного объёма симметрично поставлены западный притвор и помещение алтарной части, внизу ансамбль окружает гульбище с балюстрадой.
Внутри церковь разделена на трапезную, храм и алтарь, объединённые арками. Изначально их стены были раскрашены под мрамор. С трёх сторон главного помещения протянули двойные хоры, в западной части которых устроили царское место, увенчанное императорской короной. Окна декорировали ажурными наличниками с позолотой, над ними располагались образы канонизированных членов царской семьи вплоть до царевича Димитрия. В церкви сохранились фрагменты позолоченного резного иконостаса. При Карзинкиных за алтарём храма обустроили семейную часовню-склеп.